# U-119
U-119 — немецкий подводный минный заградитель типа XB кригсмарине нацистской Германии во время Второй мировой войны. 3аложен на Germaniawerft в Киле 15 мая 1940 года под номером 624. Спущен на воду 6 января 1942 года и введен в эксплуатацию под командованием капитана Алоиса Зеха 2 апреля 1942 года, он был заменен Хорстом-Тессеном фон Камеке 15 апреля 1943 года, который оставался в команде до его потери.
Служба U-119 началась с 4-й флотилии подводных лодок 2 апреля 1942 года, где она прошла обучение. Лодка была объявлена действующей 1 февраля 1943 года, когда она перешла в 12-ю флотилию.

## Оперативная карьера
Лодка совершила короткий переход из Киля в Фредериксхафен в Дании и обратно с 4 по 10 августа 1942 года.

### Первое патрулирование
Ее первое патрулирование началось с ее ухода из Киля 6 февраля 1943 года. Она пересекла Северное море и обогнула северное побережье Исландии, прибыв в Бордо в оккупированной Франции 1 апреля.

### Второе патрулирование и потеря
U-119 была неудачно атакована 29 апреля 1943 года короткой летающей лодкой «Сандерленд» 461-й эскадрильи RAAF (Королевских ВВС Австралии). Лодка не получила повреждений, но один человек погиб.
Она потопила панамское судно Halma 3 июня к востоку от Галифакса, Новая Шотландия и повредила американский корабль John A. Poor 27 июля. Оба корабля подорвались на минах, заложенных U-119.
U-119 была потоплена шлюпами HMS Starling и HMS Woodpecker 24 июня 1943 года.